# Pollskjæret
Pollskjæret est une île norvégienne du comté de Hordaland appartenant administrativement à Kjerrgarden.

## Description
Rocheuse et couverte d'une légère végétation, elle s'étend sur environ 60 m de longueur pour une largeur approximative de 44 m et est rattachée au continent. 